# Michael Bloss
Michael Bloss (Stuttgart, 6 de Novembro de 1986) é um político alemão, filiado ao partido Aliança 90/Os Verdes. Entre 2013 e 2015, foi porta-voz da Federação dos Jovens Verdes Europeus e, em maio de 2019 foi eleito para o Parlamento Europeu.